# Gustav Mahler
Gustav Mahler (7 tháng 7 năm 1860 - 18 tháng 5 năm 1911) là một nhà soạn nhạc và nhạc trưởng người Bohemia - Áo.
Trong thời của mình, Mahler được biết đến như là một chỉ huy dàn nhạc opera có tiếng và sau đó được thừa nhận là một trong những nhà soạn nhạc quan trọng nhất cuối thời kỳ lãng mạn, dù trong cuộc đời mình, âm nhạc của ông chưa bao giờ được thừa nhận là một thành tựu.
Mahler sáng tác chủ yếu nhạc giao hưởng và các bài hát, tuy nhiên phong cách của ông còn có một chút pha trộn với các dòng Lied, giao hưởng, thơ thính phòng.

## Tiểu sử

### Gia đình

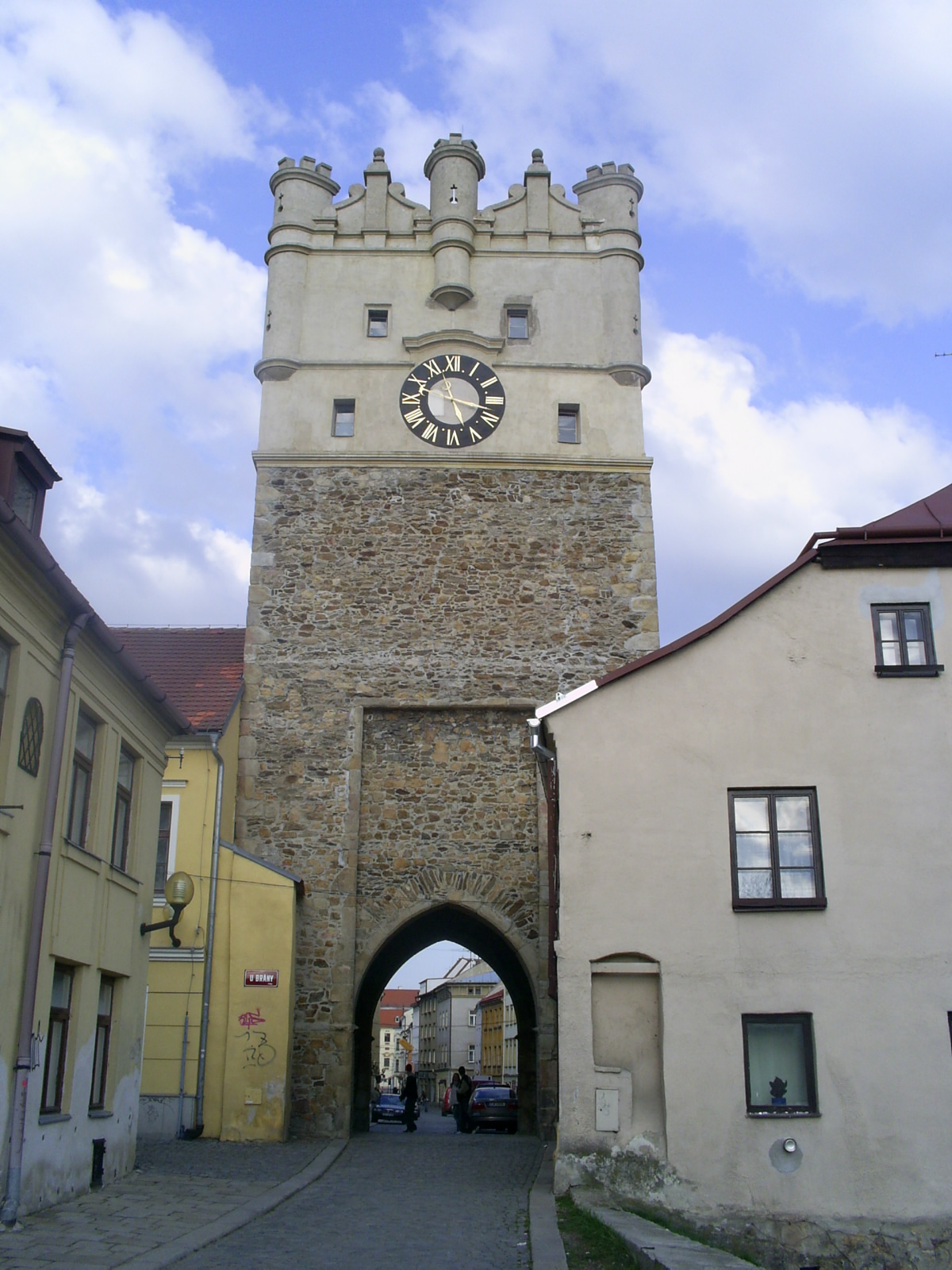
Jihlava (Iglau) where Mahler grew up

Gia đình ông ở miền đông Bohemia và có đời sống khiêm tốn; bà ông là một người bán hàng trên đường phố. Bohemia sau đó là một phần của đế quốc Áo; gia đình Mahler thuộc nhóm thiểu số nói tiếng Đức ở Bohemian, và cũng là người Do Thái. Cũng vì điều kiện gia đình như thế nhà soạn nhạc tương lai đã sớm hình thành cảm giác lưu vong luôn túc trực, "luôn là kẻ ngoại lai, không bao giờ được chào đón".
Bố của Gustav Mahler, Bernhard Mahler - con của người bán dạo, tự cho mình thuộc tầng lớp tiểu tư sản bằng cách trở thành một người đánh ngựa và sau đó là chủ một quán rượu. Ông mua một ngôi nhà nhỏ trong làng Kalischt (Kaliště), nằm ở giữa khoảng đường Praha ở Bohemia và Brno ở Moravia, ngày nay là trung tâm của cộng hòa Séc. Vợ của Bernhard là Marie sinh con đầu lòng lúc 14 tuổi tên là Isidor, nhưng đã chết lúc sơ sinh. Hai năm sau, ngày 7 tháng 7 năm 1860, họ sinh con trai thứ hai có đặt tên là Gustav.

### Niên thiếu
Tháng 12 năm 1860, Bernhard Mahler đưa vợ và con sơ sinh của ông đến thị trấn Iglau (Jihlava), 25 km về phía đông nam, tại đây ông xây một nhà máy chưng cất và kinh doanh rượu. Gia đình đã đông đúc lên nhanh chóng, nhưng trong số 12 đứa con sinh ra ở Iglau chỉ có 6 đứa là còn sống. Iglau sau đó là một thị trấn thương mại phát triển với 20.000 dân, ở đây Gustav được học nhạc qua các bài hát trên đường phố, các điệu nhảy, các giai điệu dân gian, và kèn trong các cuộc tuần hành của các nhóm quân đội địa phương. Tất cả các thành tố này có thể là những đóng góp sau này vào vốn từ vựng âm nhạc của ông lúc trưởng thành.
Khi lên bốn, phát hiện ra piano của ông bà ông và lấy nó ngay lập tức. Ông đã phát triển kỹ năng biểu diễn của mình đủ để gọi là một Wunderkind ở địa phương và có một buổi biểu diễn đầu tiên ở nhà hát thị trấn lýc ông 10 tuổi. Mặc dù Gustav yêu sáng tác nhạc, các báo cáo học tập của ông ở trườngg Gymnasium, Iglau cho rằng ông đãng trí và không đáng tin trong các công việc hàn lâm. Năm 1871, với hy vọng cải thiện kết quả học tập của con trai, cha ông gởi ông đến New Town Gymnasium ở Prague, nhưng Gustav không hứng khởi học tập ở đây và sớm trở về Iglau. Năm 1874 ông phải chịu một mất mát trong cuộc đời khi em trai ông chết sau một căn bệnh kéo dài. Mahler đã tìm cách thể hiện những cảm xúc của ông bằng âm nhạc: với sự giúp đỡ của bạn là Josef Steiner, ông bắt đầu viết sáng tác opera, bản nhạc Herzog Ernst von Schwaben ("Duke Ernest of Swabia") được xem là để tưởng nhớ đến người em trai đã ra đi của ông.